# 865-й истребительный авиационный полк
865-й истребительный авиационный ордена Трудового Красного Знамени полк (865-й иап) — воинская часть Военно-воздушных сил (ВВС) Вооружённых Сил РККА, принимавшая участие в боевых действиях Советско-японской войны, выполнявшая задачи ПВО в послевоенные годы, вошедшая в состав ПВО России и позже в состав ВВС Тихоокеанского флота России.

## Наименования полка
За весь период своего существования полк несколько раз менял своё наименование:
- 20-й штурмовой авиационный полк (15.05.1939);
- 75-й штурмовой авиационный полк (01.09.1940);
- 410-й штурмовой авиационный полк (01.10.1944);
- 410-й истребительный авиационный полк (14.08.1945);
- 865-й истребительный авиационный полк (01.04.1949);
- 865-й истребительный авиационный полк ПВО (01.04.1949);
- 865-й истребительный авиационный ордена Трудового Красного Знамени полк ПВО (05.10.1967);
- 865-й истребительный авиационный ордена Трудового Красного Знамени полк ВВС Тихоокеанского Флота (01.07.1998);
- 865-й истребительный авиационный ордена Трудового Красного Знамени полк ВВС ВМФ (01.07.1998);
- 865-й отдельный истребительный авиационный ордена Трудового Красного Знамени полк ВВС ВМФ;
- Войсковая часть Полевая почта 27995.
- Н-я истребительная эскадрилья 317-го отдельного смешанного авиационного полка Войск и сил на Северо-востоке России[1]

## Создание полка
15 мая 1939 года полк сформирован как 20-й штурмовой авиационный полк в ВВС 1-й Особой Краснознамённой армии на самолётах Р-3 в составе 5 эскадрилий:
- 1-я аэ сформирована из 10 и 13 корпусных авиационных отрядов,
- 2-я аэ — из 12 разведывательной авиационной эскадрильи,
- 3-я аэ — из 63 разведывательной авиационной эскадрильи,
- 4-я аэ — из 21 отдельной авиационной эскадрильи,
- 5-я аэ — из 59 отдельной разведывательной авиационной эскадрильи.

В сентябре 1940 года на базе 20-го шап были сформированы два полка трёхэскадрильного состава — 75-й и 537-й штурмовые авиационные полки. Преемником 20-го шап стал 75-й полк, местом дислокации полка определили аэродром Михайловка. Полностью перевооружён на самолёты И-15бис. Полк входил в состав 33-й смешанной авиационной дивизии, потом — в состав 70-й авиационной дивизии. В 1942 году две эскадрильи полк перевооружены на истребители И-16. В сентябре 1942 года полк включён в состав 252-й штурмовой авиационной дивизии 9-й воздушной армии Дальневосточного фронта. В 1943 году полк перевооружён на штурмовики Ил-2. В 1944 г. по результатам учений, проводимых командованием Дальневосточного Фронта и ВВС Красной Армии, личный состав полка получил благодарность от командующего 9-й воздушной армией. По итогам 1944 г. полк в составе 28 экипажей был полностью подготовлен к ведению боевых действий днём в сложных метеоусловиях.
В октябре 1944 года полк переименован в 410-й штурмовой авиационный полк, а 19 января 1945 года без матчасти прибыл на аэр. Елизово (Камчатка), где был включён в состав 128-й смешанной авиационной дивизии Дальневосточного фронта (фронтового подчинения). В июне 1945 года вместе с дивизией вошёл в состав 10-й воздушной армии Дальневосточного фронта. 9 августа 1945 года полк включён в действующую армию (реально в боевые действия вступил позднее). 13 августа 1945 года полк получил 34 американских истребителя P-63 Kingcobra и приступил к их освоению и к боевой работе в составе 128-й сад 10-й ВА 2-го Дальневосточного фронта (боевые вылеты в район островов Курильской гряды выполняли только 6 наиболее подготовленных экипажей). 14 августа 1945 года полк переименован в 410-й истребительный авиационный полк. Войну окончил 3 сентября 1945 года и исключён из действующей армии.
В составе 128-й иад с 9 августа по 3 сентября 1945 г. полк принял участие в боевых действиях против японских милитаристов по освобождению северных островов Курильской гряды. Участие получилось сугубо номинальным: девять боевых вылетов (капитан Ушаков, старшие лейтенанты Мордвинцев, Зотов, лейтенанты Захаров и Чистяков) были выполнены в районы островов Шумшу и Парамушир.

### Итоги боевой деятельности полка
Всего за годы Советско-японской войны полком:
| Выполнено боевых вылетов | Сбито самолётов в воздухе                               | Свои потери (боевые) |
| ------------------------ | ------------------------------------------------------- | -------------------- |
| 12                       | Встреч с самолётами противника и воздушных боёв не было | самолётов — 1        |

### Послевоенная история полка
В феврале 1949 года полк переименован в 865-й истребительный авиационный полк, а в апреле 1949 года был передан в состав войск ПВО и получил наименование 865-й истребительный авиационный полк ПВО. С апреля 1952 года полк начал перевооружение на реактивные истребители МиГ-15бис, которое закончил в июле 1952 года.
В связи со значительным сокращением Вооружённых Сил СССР в 60-х годах, полк в составе ПВО после расформирования 222-й истребительной авиационной Курильской дивизии ПВО передавался в Камчатскую дивизию ПВО, затем в марте 1960 года в 6-ю Курильскую дивизию ПВО 11-й отдельной армии ПВО. В 1980 году полк передан в состав 1-й воздушной армии, а в 1986 году возвращён обратно в состав 6-й Курильской дивизии ПВО.
В 1957 году 2-я эскадрилья перевооружена на всепогодные перехватчики Як-25М, а в 1958 году 3-я эскадрилья перевооружена на истребители МиГ-19ПМ. В 1963 году полк перевооружён на перехватчики Су-9 (также имел на вооружении и некоторое количество МиГ-17). В октябре 1965 года 3-я эскадрилья перевооружена на самолёты Як-28П, а в декабре 1966 года 2-я аэ также перевооружена на Як-28П. В 1974 году полк перевооружён на перехватчики Су-15ТМ, а в 1989 году полностью перевооружён на самолёты МиГ-31.
В 1992 году полк вошёл в состав войск ПВО России в составе 72-го корпуса ПВО 11-й отдельной армии ПВО, который в августе 1994 года вновь переименован в 6-ю Курильскую дивизию ПВО 11-й отдельной армии ПВО. В связи с проводимой реорганизацией Вооружённых Сил России 1 июля 1998 года полк передан из войск ПВО в состав ВВС Тихоокеанского флота.

### Инциденты
- 17 апреля 1955 года лётчик полка капитан Рубцов на высоте 12500 м наведением с помощью самолёта-ретранслятора, пилотируемого капитаном Венедиктовым, перехватил и сбил американский самолёт-разведчик Boeing RB-47 Stratojet, вторгшийся в воздушное пространство СССР[2]. Указом Президиума Верховного Совета СССР за отличное выполнение задачи по охране воздушных границ СССР, капитан Рубцов награждён орденом Красного Знамени, а также назначен на должность командира авиационной эскадрильи с досрочным присвоением воинского звания «майор». Капитан Венедиктов награждён орденом Красной Звезды[3].
- 7 октября 1959 года на перехват самолёта-нарушителя подняты два истребителя МиГ-15бис, пилотируемые капитанами Яхругиным и Молодченко и один Як-25М, пилотируемый капитаном Антюхиным. Благодаря грамотным действиям лётчиков было предотвращено нарушение государственной границы СССР. За чёткие и грамотные действия капитанам Яхругину, Антюхину и Молодченко объявлена благодарность Командующего 11-й отдельной Армии ПВО[3].
- За грамотные действия по предотвращению нарушения государственной границы СССР 18 декабря 1959 года, Командующим 11-й отдельной армии ПВО поощрены лётчики капитан Давыдов и старший лейтенант Дементьев[3].
- 2 августа 1961 года экипажем самолёта Як- 25М в составе командира старшего лейтенанта Хвалькова и лётчика-оператора старшего лейтенанта Седых ночью в сложных метеоусловиях при отсутствии видимости была предотвращена попытка нарушения государственной границы ещё одним американским самолётом.
- 29 октября 1967 года на уничтожение автоматического дрейфующего аэростата (АДА), были подняты три истребителя: МиГ-17 (лётчик капитан Автушко) и два Су-9 (майор Лысюра и капитан Плахотник). В результате успешной атаки АДА был уничтожен[3].
- 3 июля 1973 года капитан А. С. Блинов на Су-9 на пределе боевых возможностей самолёта на высоте 21000 м с первой атаки обнаружил и уничтожил автоматический дрейфующий аэростат. Приказом Главнокомандующего войск ПВО капитан Блинов награждён именным оружием — охотничьим ружьём[3].

## Командиры полка
| - майор Гордиенко, 1939 - майор Абросимов, 1941 - майор Черных Л. О., 1942 - капитан, майор, подполковник Андрианов Герман Васильевич, 01.10.1944 — 03.11.1948 - майор Модяев И. Ф., 1948 - майор Лимаренко В. А., 1951 - подполковник Мешков Е. П., 1953 - подполковник Данилов И. Г., 1955 - подполковник Савченко В. Т., 1958 - подполковник Чушев М. Д., 1961 - подполковник Голобоков Д. С., 1963 - подполковник Вознесенский Д. А., 1965 - подполковник Кожемякин В. А., 1968 | - подполковник Судаков Ю. Д., 1970 - подполковник Любашевич А. А., 1973 - полковник Ионченков Е. В., 1977 - полковник Михайлов Е. М., 1982 - полковник Нуруллин С. Ш., 1984 - полковник Аскаров В. Г., 1988 - полковник Розит В. Н., 1990 - полковник Потехин В. А., 1994 - полковник Мудренов А. К., 1995 - полковник Отрощенко А. И., 1997 - полковник Киселёв П. А., 2001 - полковник Корягин В. А., 2003 - полковник Александр Конистяпин, 2005 |

## Награды
- Согласно приказу МО СССР № 0230 от 05.10.1967 года полку по преемственности передан орден Трудового Красного Знамени, которым был награждён 25.06.1929 года 19-й отдельный разведывательный авиационный отряд, из которого 01.10.1937 г. была развёрнута 12-я отдельная разведывательная авиационная эскадрилья.
- За высокие показатели в боевой и политической подготовке, достигнутые в ознаменование 50-летия образования СССР, полк постановлением Президиума Верховного Совета СССР и Совета Министров СССР от 13 декабря 1972 г. награждён Юбилейным Почётным Знаком.

## Благодарности Верховного Главнокомандующего
За проявленные образцы мужества и героизма Верховным Главнокомандующим лётчикам полка в составе 128-й сад объявлены благодарности за отличные боевые действия в боях с японцами на Дальнем Востоке.

## Самолёты на вооружении
| Период            | Самолёты | Фото                                                            | Период               | Самолёты       | Фото                           |
| ----------------- | -------- | --------------------------------------------------------------- | -------------------- | -------------- | ------------------------------ |
| 15.05.1939 — 1940 | Р-3      | R-5-1-razvedchik.jpg                                            | 1940 — 1943          | И-15бис        | И-15                           |
| 1943 — 13.08.1945 | Ил-2     | Il2 sturmovik.jpg                                               | 13.08.1945 — 04.1952 | Р-63 Кингкобра | Bell P-63 Kingcobra            |
| 04.1952 — 1956    | МиГ-15   | МиГ-15                                                          | 1956 — 1963          | МиГ-17         | МиГ-17                         |
| 1957 — 1965       | Як-25М   | Yak-25-2008-Monino.jpg                                          | 1958 — 1965          | МиГ-19         | MiG-19 HuAF 3.jpg              |
| 1963 — 1974       | Су-9     | Сухой Су-9 0848, Москва — Ходынское поле (им. Фрунзе) RP317.jpg | 1965 — 1974          | Як-28 П        | Russia 2009 178.jpg            |
| 1974 — 1989       | Су-15    | Su-15 Flagon.jpg                                                | 1989 — н/в           | МиГ-31         | VVS — MiG-31 — 220113 (13).jpg |

## Базирование
| Период           | Аэродром                    | Вид аэродрома |
| ---------------- | --------------------------- | ------------- |
| 19.01.1945 — н/в | Елизово, Камчатская область |               |

## Известные люди, проходившие службу в полку
- лётчик-космонавт Манаков Геннадий Михайлович. В полку он проходил службу в должностях старшего лётчика и заместителя командира эскадрильи по политической части с 1975 по 1978 г. Г. М. Манаков выполнил два космических полёта: на КК «Союз ТМ-10» и орбитальной станции «Мир» в 1990 г. и в 1993 г. на ККА «Союз ТМ-16» и станции «Мир».

## Происшествия
- 10 января 1992 года при взлёте с аэродрома Елизово на самолёте МиГ-31 для выполнения упражнения № 305 КБП Авиации ПВО ИДД-86 «Контрольный полёт для проверки боевого применения» после отрыва самолёт стал энергично крениться вправо и упал в 155 метрах от оси ВПП. Штурман успел катапультироваться, получил тяжёлую травму позвоночника. Командир экипажа катапультировался на высоте около 5 метров при крене 183° и погиб. Причина происшествия — разнотяг двигателей на взлёте из-за дефекта пайки электроцепи, скоротечность развития ситуации.